# Homatula variegata
Homatula variegata es una especie de peces de la familia Balitoridae en el orden de los Cypriniformes.

## Morfología
• Los machos pueden llegar alcanzar los 13,9 cm de longitud total.

## Distribución geográfica
Se encuentra en el río Yangtsé (China).

## Hábitat
Es un pez de agua dulce.